# Fagersta

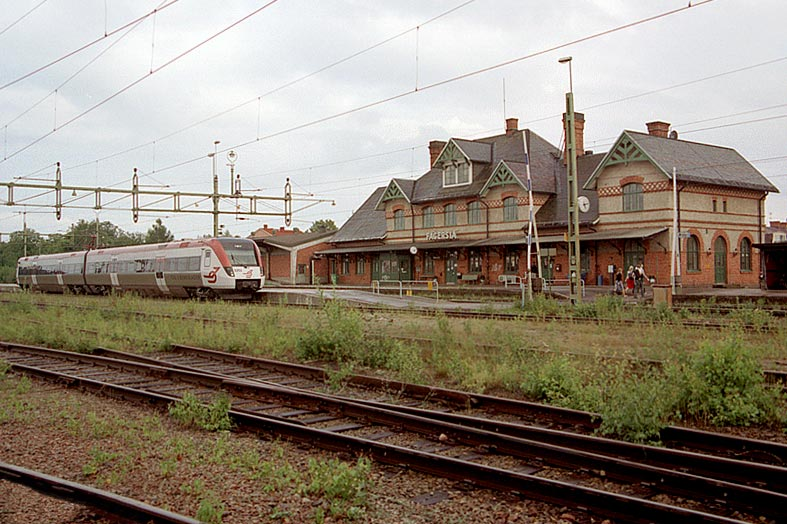
Dworzec w Fagerście

Fagersta – miasto przemysłowe w Szwecji w regionie Västmanland. Liczy 10 890 mieszkańców.
Jest siedzibą gminy Fagersta. To rodzinne miasto Pelle Almqvista i założonego przez niego zespołu punk-rockowego The Hives.